# Чыбыда
Чыбы́да (якут. Чыбыыда) — река в Якутии, Россия. Длина реки — 451 км, площадь водосборного бассейна — 9960 км².
Начинается на высоте 363 м над уровня моря севернее пади Ескенде. Течёт от истока на северо-восток по лиственнично-сосновой тайге. Ниже устья Тас-Юряха имеет ширину 20 м, глубину 0,5 м и скорость течения воды 0,4 м/с. У устья Харыя-Юряха меняет направление течения на северное. Далее течёт по заболоченной сосновой тайге. В низовьях отклоняется к северо-западу. В низовьях ширина — 50 м, глубина — 0,8 м. Впадает в реку Вилюй справа на высоте 91 м над уровнем моря ниже переката Хараянан. Протекает по Центрально-Якутской низменности.

## Притоки
Объекты перечислены по порядку от устья к истоку.
- 1 км: Быракан[2]
- 59 км: Никаки-Юряге[2] (лв)
- 91 км: Тоюк-Быракан[2] (пр)
- 144 км: Тымтайдах[6][5] (пр)
- 254 км: Бустах[6] (лв)
- 269 км: Кылыгыр[6] (лв)
- 302 км: Хойгуолах[5] (пр)
- 343 км: Харыя-Юрях[4] (лв)
- 346 км: Сылгы-Бастах[4] (Хоту-Салаа) (пр)
- 359 км: Бес-Юрях[4] (пр)
- 382 км: Куранах-Чыбыда[4] (пр)
- 393 км: Сергелях[4] (лв)
- 408 км: Ускун[4] (пр)
- 426 км: Эриен-Кюёль-Юряге[4] (пр)

## Данные водного реестра
По данным государственного водного реестра России относится к Ленскому бассейновому округу,, водохозяйственный участок — Вилюй от впадения реки Марха до устья без реки Тюнг, речной подбассейн реки — Вилюй. Речной бассейн реки — Лена. Код водного объекта — 18030800612117400024077.